# Valletta
 Der er for få eller ingen kildehenvisninger i denne artikel, hvilket er et problem. Du kan hjælpe ved at angive troværdige kilder til de påstande, som fremføres i artiklen.

Valletta (maltesisk: il-Belt Valletta eller il-Belt) er en by på øen Malta og hovedstad i republikken Malta. Byen har 6.444(2014) indbyggere. Den præges af barokarkitektur, men har også manieristiske, nyklassicistiske og enkelte moderne bygninger. Valletta slap ikke uskadt fra 2. verdenskrig, men byen blev i 1980 optaget på UNESCO's Verdensarvsliste.

## Navn
Johanniterordenen gav byen det officielle navn Humilissima Civitas Valletta — "den ydmygeste by Valletta". Byens bastioner, mure og raveliner og dens smukke barokbygninger gjorde den imidlertid kendt som Superbissima — 'det stolteste' — blandt Europas herskere. På maltesisk kaldes den ofte Il-Belt, der betyder "Byen".
Benjamin Disraeli besøgte Valletta i august 1830 efter at have fået den anbefalet af sin ven lord Byron. Han beskrev Valletta som "en by med paladser, bygget af gentlemen for gentlemen" og bemærkede at "Vallettas ædle arkitektur er på linje med, hvis den ikke ligefrem overgår enhver hovedstad i Europa" og i senere breve, at byen "kan sammenlignes med Venedig og Cadiz... ikke et eneste træ, men fuld af paladser, der ville gøre Palladio stolt."

## Historie
Valletta blev grundlagt af Johanniterordenens stormester Jean Parisot de la Valette den 28. marts 1566, da ordenen, som længe havde regeret over øen, valgte at grundlægge en ny by på Scebberrashalvøen umiddelbart efter afslutningen af Maltas belejring med henblik på at styrke ordenens position på Malta. Byen blev tegnet af arkitekten Francesco Lapparelli, og mange vigtige bygninger blev bygget af Gerolamo Cassar.
Den 12. november 1592 åbnede det jesuiterdrevne Collegium Melitense, der fungerede frem til 1768, hvor Jesuiterordenen blev forvist fra øen. Johanniterne inddrog jesuiternes ejendom og stiftede Maltas Universitet den 22. november 1769. Universitetet har i dag hovedadresse i Tal-Qroqq, en del af Msida.
Næste byggeboom i Valletta indtrådte under britisk overhøjhed, hvor portene blev gjort bredere og en del bygninger nedrevet eller ombygget, og byen fik moderne faciliteter. Byen blev svært bombeskadet under anden verdenskrig – blandt andet ramtes byens operahus fra 1800-tallet. Byen har mange historiske cafeer, mødesteder, restauranter, banker, hoteller og regeringsbygninger. Der findes også offentlige haver med udsigt over byens havn.

## Demografi
Vallettas befolkning er faldet med tiden og er nu cirka en tredjedel af, hvad den har været. Denne udvikling startede for alvor efter 2. verdenskrig, fordi nye forstæder blev bygget og folk flyttede fra hovedstaden til forstæderne. Byen er dog fortsat Maltas kommercielle og administrative centrum.

## Bystyre
Dr. Paul Borg Olivier er borgmester i Valletta og har ledet byen siden 1999. Dr. Borg Olivier tilhører Nationalistpartiet (PN), som har fire af byrådets syv pladser. Arbejderpartiet (MLP) har de sidste tre pladser.

### Byrådsmedlemmer
- Dr. Paul Borg Olivier LL.D (borgmester, PN)
- Joseph Spiteri (viceborgmester, PN)
- Valerie Borg (MLP)
- Dr. Alexiei Dingli Ph.D (PN)
- Mario Camenzuli (MLP)
- Peter Buontempo (PN)
- Raymond Azzopardi (MLP)

## Geografi
Byen er bygget som et fæstningsværk med gaderne vinkelret på hinanden. Byen ligger på en halvø mellem de to naturlige havne Marsamxett og Grand Harbour, hvorfor den langtfra er blandt de største på Malta, selv om den er hovedstad.
Vallettahalvøen er Maltas vigtigste havneområde.
Byen indeholder flere bygninger af historisk interesse; den mest betydningsfulde er St John's Co-Cathedral (Ridderkirken). Andre vigtiga steder er premierministerens hovedbygning Castille Place, bymuren som blev bygget af Johanniterordenen, parlamentet og det nationale kunstmuseum. Valletta er optaget på UNESCO's Verdensarvsliste.
Valletta har en forstad, Floriana, som blev opført uden for Vallettas bastioner for dem som ikke havde råd til et hus i Valletta. Inden for murene findes il-Mandraġġ (Manderaggio), som oprindeligt var planlagt som en kanal, der skulle huse ordenens flåde, men som blev et slumområde for hjemløse. I 1950'erne blev området delvis saneret, men det er stadig i relativt dårlig stand.
Stor-Valletta omfatter foruden Valetta de nærmest sammenvoksede byer Floriana, Birkirkara, Qormi, Zabbar, San Ġwann, Fgura, Sliema og Ħamrun med i alt godt 100.000 indbyggere.
- Vallettas skyline
- Havnen i Valletta

## Kommunikation
Maltas kollektive trafik udgøres af busser, som især går til og fra Valletta, med en hovedterminal lige uden for byporten. Trafik i selve byen er begrænset og visse gader er gågader.
I Vallettas hovedgade (gågade), Triq ir-Repubblika (tidligere Kingsway) bliver man i butikkerne ekspederet med samme selvfølgelighed, hvad enten man taler engelsk, italiensk eller arabisk. Noget formodentligt enestående for Malta.

## Eksterne links
- Wikimedia Commons har flere filer relateret til Valletta
- Ingen URL fundet. Vær venlig at angive en URL her eller tilføj en til Wikidata.